# 大正大喷发

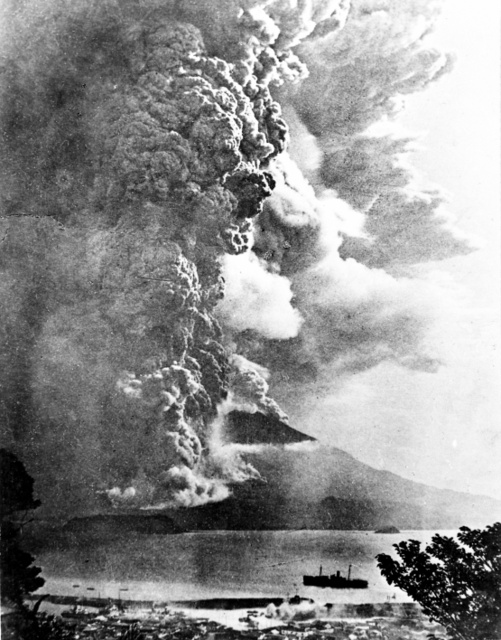
1914年大正大爆發時的照片

大正大噴發（日语：大正大噴火）是指日本櫻島在1914年（大正3年）1月12日的一次大规模喷发。火山爆發指數是VEI4。58人死亡，112人受傷。

## 前兆
1913年6月29日起，在中伊集院村（現已併入日置市）連續兩日發生地震，同年12月下旬發現井水水位的變化，並出現因火山瓦斯氣體造成人員傷亡。12月24日，在櫻島東側海域也出現海水溫度上升，大量魚群死亡。
1914年1月，在櫻島東北部發現地溫上升，並有蛇類、青蛙、蜥蜴等在冬季應進入冬眠狀態的生物恢復活動。1月10日開始，在鹿兒島市附近再次出現頻繁的輕微地震。1月11日，櫻島山上出現落石及地鳴現象，山腰出現白煙，海岸附近的溫泉也開始湧出帶有臭味的泥漿。

## 爆發過程

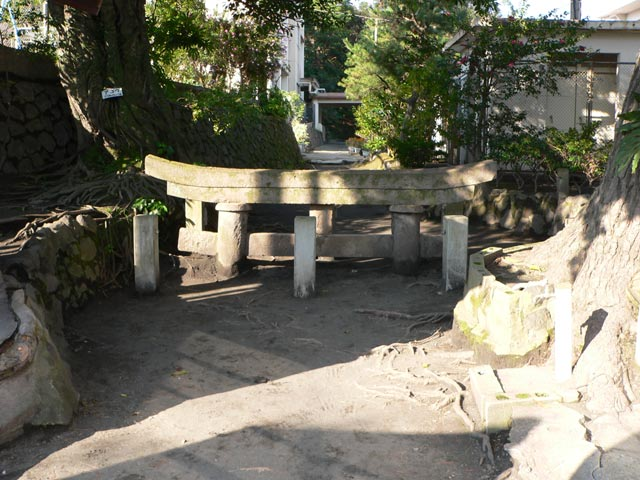
1914年大爆發中，位於黑神聚落後被埋沒的鳥居

1月12日上午10點5分，櫻島西側山腰出現大量黑色噴煙，約5分鐘後，開始大規模爆發，10分鐘後，櫻島的東側山腰出現噴火現象，噴煙高度達3,000公尺以上，飛石高度約達1,000公尺。到中午時，噴煙高度已達10,000公尺以上，全櫻島已被噴煙所覆蓋，並持續發出巨大爆發聲音。下午6點30分，持續噴火的同時也發生了震级達M7.1的地震（櫻島地震），造成對岸的鹿兒島市區內部分房屋倒塌。
1月13日凌晨1點多，爆發達到最高峰，火山噴出飛石於櫻島各地及周邊海域落下，高溫的飛石造成櫻島上各地的火災，大隅半島則有大量的火山灰落下。下午5點40分在火山口上方可觀察到火焰，下午8點14分從火山口開始有火山碎屑流流出，位於櫻島西北部的小池、赤生原、武等聚落因此全村燒毀。下午8點30分，火山口開始有熔岩流出。
1月15日，位於西側的赤水及橫山聚落被熔岩所覆蓋，此處的熔岩於1月16日抵達海岸，原本位於海上的鳥島於1月18日被堆積於海裡的的熔岩所包圍。同時在櫻島東南側的火山口亦有熔岩流至海岸邊，將深度原本達72公尺的瀨戶海峽填滿，於1月29日櫻島與大隅半島陸地相連，當時瀨戶海峽附近的海水溫度達到49℃。
2月中旬，在櫻島東側鍋山附近再度形成新的火山口並流出熔岩，1915年3月有村附近原本熔岩累積處再度出現新的熔岩，整個火山爆發活動持續到1916年才停止。

## 居民避難
由於出現大量異常現象，在1月10日夜間島上居民們已開始擔心火山是否即將爆發，但當時負責的政府部門鹿兒島測候所（現在的鹿兒島鹿地方氣象台）表示地震震源不在櫻島，也否認山腰的白煙為火山造成，認為不需要疏散避難。
在1月11日，島上居民自行決定開始疏散，位於櫻島東部黑神、瀨戶、脇等聚落往牛根村、垂水村（現在的垂水市）撤出，北部的西道、松浦等聚落則往位於鹿兒島灣北部的重富村（現在地姶良市）、加治木町、福山村（現已併入霧島市）避難。
但同一時間，位於西側的橫山地區的居民則選擇相信測候所所說暫不避難，結果在1月12日上午火山大規模爆發後，造成大量居民同時湧至海岸各地的混亂場面；東櫻島村部分雖然提早開始疏散，但也有居民急於逃難跳入海中想自行從櫻島游至對岸而在海中溺斃。而對岸的鹿兒島市區在1月12日出現M7.1的櫻島地震後，居民也因為擔心出現海嘯出現了大量往市區外逃跑的人潮造成市區的混亂。

## 影響

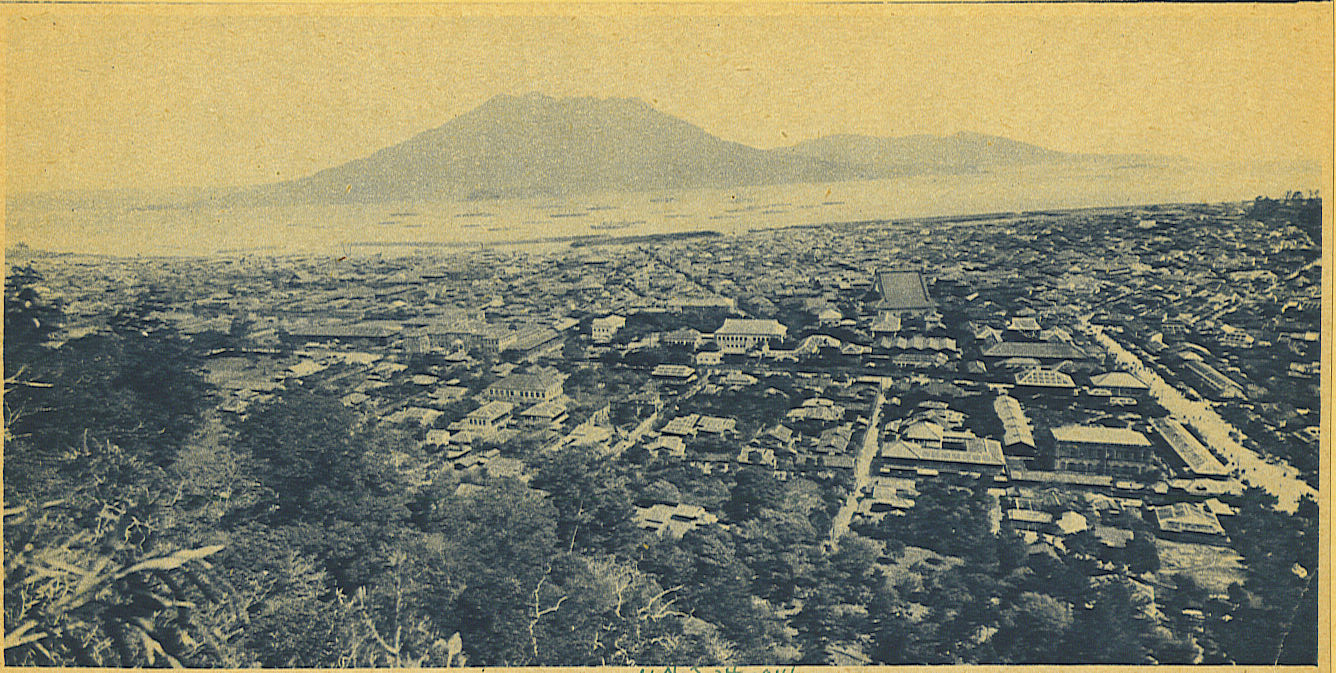
1914年大正大爆發後，被火山灰所覆蓋的鹿兒島市區及櫻島

此次爆發共造成58人死亡，流出的熔岩估計有1.5立方公里，有約9.2平方公里的區域被熔岩所覆蓋，整座櫻島也因為此次流出的熔岩往西側及東南側擴張，櫻島東側也因此與大隅半島相接。此次噴出的飛石估計有0.6立方公里，在日本的九州至東北地方接有觀察到火山灰的落下。爆發後，櫻島上觀測到最大的地盤沉降有1.5公尺之多。
此次爆發造成櫻島上所有農地毀壞，且無法再種植農作，島上人口原本居住的兩萬多人有三分之二因此遷出櫻島。此後為了復興櫻島，出現了設立櫻島至鹿兒島市區定期渡輪的呼籲，也因此促成了於1934年11月19日開始營運的西櫻島村村營定期船，成為了現在的櫻島渡輪。
事後，當時的東櫻島村村長對於相信了鹿兒島測候所的說法並以此通知居民的決定感到後悔，東櫻島村就在東櫻島小學校裡立了櫻島爆發紀念碑，碑文內主張「居民一旦發現櫻島有異常現象，不要相信測候所，要直接撤出避難」，此碑也被稱為「不信科學之碑」。

## 外部連結
- 1914 桜島噴火 （页面存档备份，存于） - 災害教訓の継承に関する専門調査会報告書（日語）